# Bootleg Fire

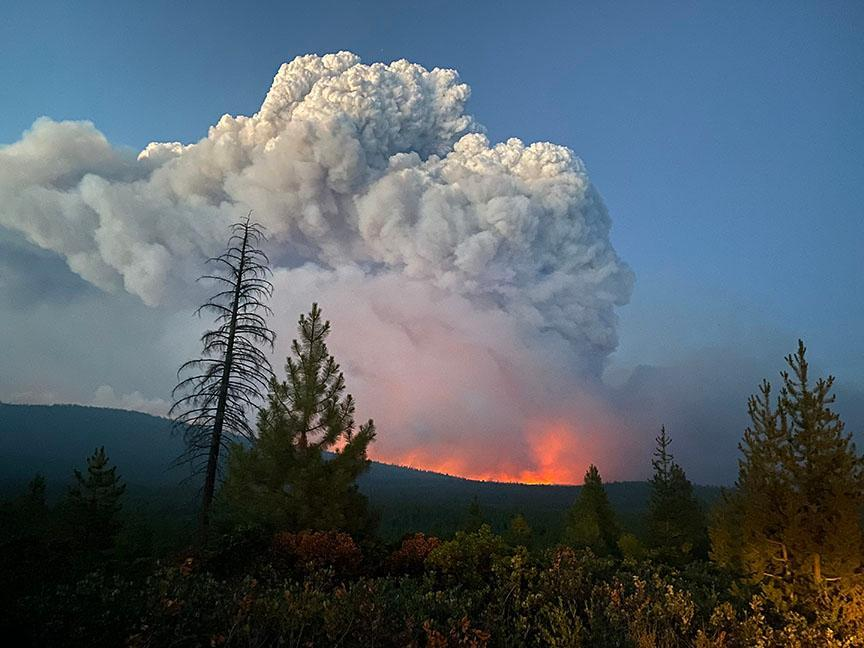
Einzelner Brandherd des Bootleg Fire, aufgenommen am 8. Juli 2021.

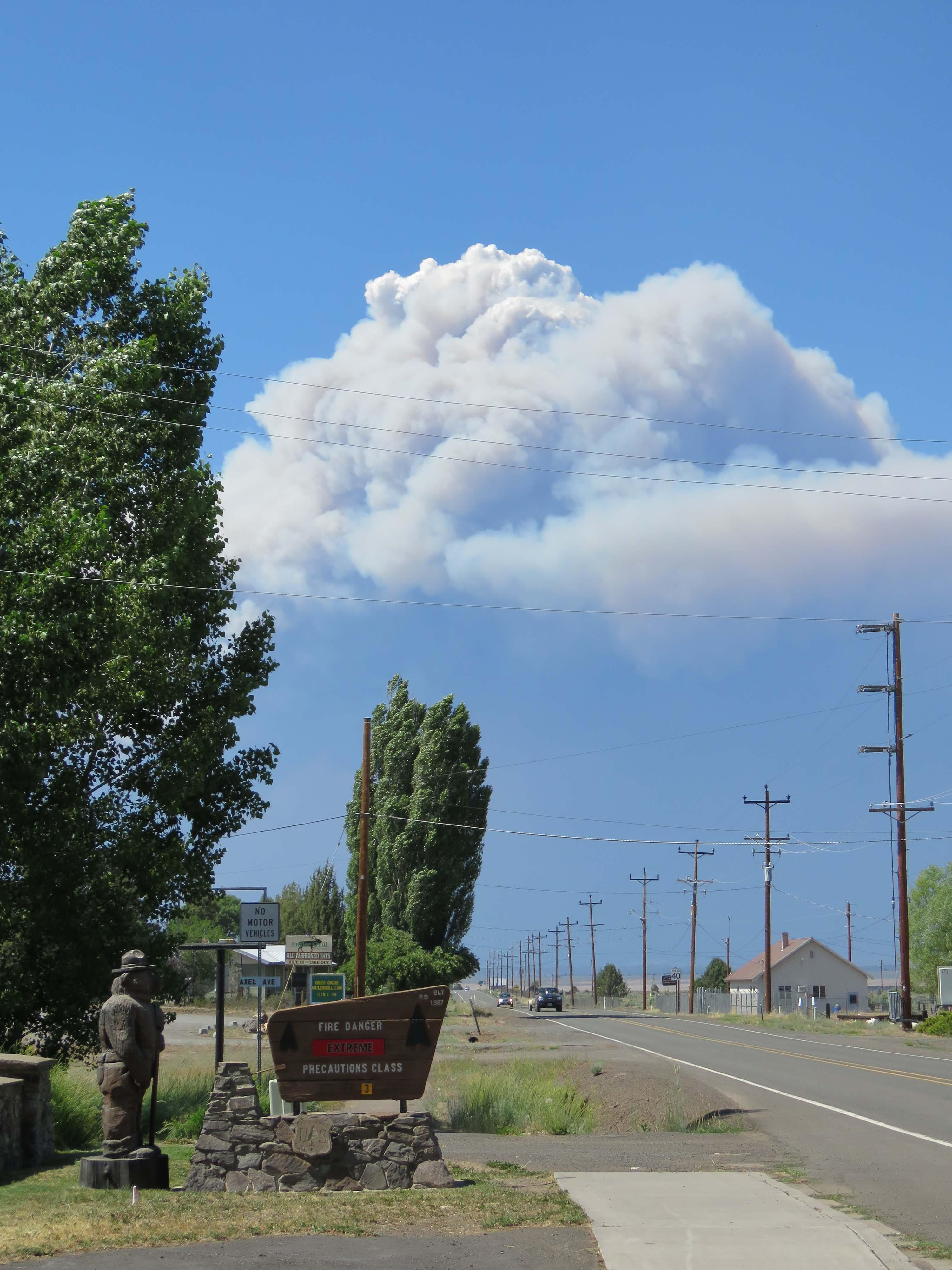
Rauchwolke

Das Bootleg Fire ist ein großer Waldbrand im US-Bundesstaat Oregon, der am 6. Juli 2021 durch einen Blitzeinschlag ausgelöst wurde, und sich in den folgenden Tagen teils rapide ausbreitete. Am 16. August wurde die vollständige Eindämmung des Feuers gemeldet. Insgesamt hatte es bis zu diesem Zeitpunkt mehr als 1674 km² Fläche verbrannt (413.717 Acre) und war damit der drittgrößte Waldbrand in Oregon seit Beginn der Aufzeichnungen im Jahr 1900 und auch größer als ganz Los Angeles. Zugleich war es nach dem Dixie Fire in Kalifornien der zweitgrößte Waldbrand im Jahr 2021 in den Vereinigten Staaten. An manchen Tagen wuchs es um mehr als 200 km².
Bis zum 26. Juli hatte das Feuer 112 Wohngebäude und 169 weitere Bauten zerstört. Mit Stand 24 Juli waren mehr als 2500 weitere Gebäude bedroht. Bekämpft wird das Feuer von mehr als 2300 Feuerwehrleuten. Daneben vernichtete das Feuer bis zum 23. Juli ca. 360 km² Wald, der zur Klimakompensation ausgewiesen war und über 100 Jahre Kohlenstoffdioxid aus der Atmosphäre aufnehmen sollte. Begünstigt wurde das Feuer durch die Dürre in Nordamerika seit 2020 und die Hitzewelle in Nordamerika 2021, wodurch sehr viel sehr trockener Brennstoff zur Verfügung stand. Zudem führt auch die Globale Erwärmung dazu, dass Waldbrände stärker und intensiver werden.
Das Feuer legte über mehrere Tage ein extremes Brandverhalten an den Tag, das die Bekämpfung durch Feuerwehrkräfte enorm erschwerte. Es kam zur Bildung von Pyrocumulus-Wolken, zudem entstand an einem Tag eine mehr als 13 km hohe Pyrocumulonimbus-Wolke. Diese produzieren Blitzeinschläge und bergen damit die Gefahr, neue Brandherde zu schaffen. Damit produzierte das Feuer aufgrund seiner enormen Größe sowie der freiwerdenden Hitze aufgrund des sehr trockenen Brennstoffes sein eigenes Wetter, was wiederum die Ausbreitung begünstigte. Es übersprang immer wieder Feuerschneisen, weswegen sich Feuerwehrleute wiederholt aus Sicherheitsgründen zurückziehen mussten. Es liegen verschiedene Berichte über Feuerteufel vor. Überdies wurde die Existenz eines nur selten auftretenden Feuertornados bestätigt, der durch das Zusammenspiel von extremem Brandverhalten, trockenem Brennmaterial und einer instabilen Atmosphäre entstand.
Zudem bildeten sich enorme Rauchwolken, die über den Kontinent bis an die Ostküste der Vereinigten Staaten zogen und dort den Himmel verfärbten. Teilweise war der Rauch dort sogar zu riechen. In verschiedenen Städten wie New York City, Washington, D.C. und Baltimore wurden Warnungen wegen hoher Luftverschmutzung herausgegeben.
Eine Sprecherin der Feuerwehr erklärte Mitte Juli, dass angesichts der vor Ort herrschenden Trockenheit das Feuer nur mit Hilfe von „Mutter Natur“ gelöscht werden könne, durch ein „Saison-beendendes Wetterereignis“, d. h. durch erhebliche Regen- oder Schneemengen. Solches Wetter tritt in Südoregon üblicherweise erst im Spätherbst auf.